# 五塊厝駅
五塊厝駅（ごかいせきえき）は台湾高雄市苓雅区にある高雄捷運橘線の駅。中正一路と福徳路の交差点に位置し、駅番号はO8。

## 駅構造
- ホームドア付き島式ホーム1面の地下駅であり、6箇所の出入口がある。

### 駅階層
| 地階    | 出入口                       | 出入口                                     |
| 地下1階 | コンコース階                 | コンコース、案内所、自動券売機、自動改札口 |
| 地下1階 | コンコース階                 | トイレ（駅東側で改札の外、出口4近く）      |
| 地下2階 | 1番ホーム                    | ←■橘線 美麗島・哈瑪星方面（文化中心駅）    |
| 地下2階 | 島式ホーム，左側のドアが開く |                                            |
| 地下2階 | 2番ホーム                    | →■橘線 大寮方面（苓雅運動園区駅）          |

### 駅出口

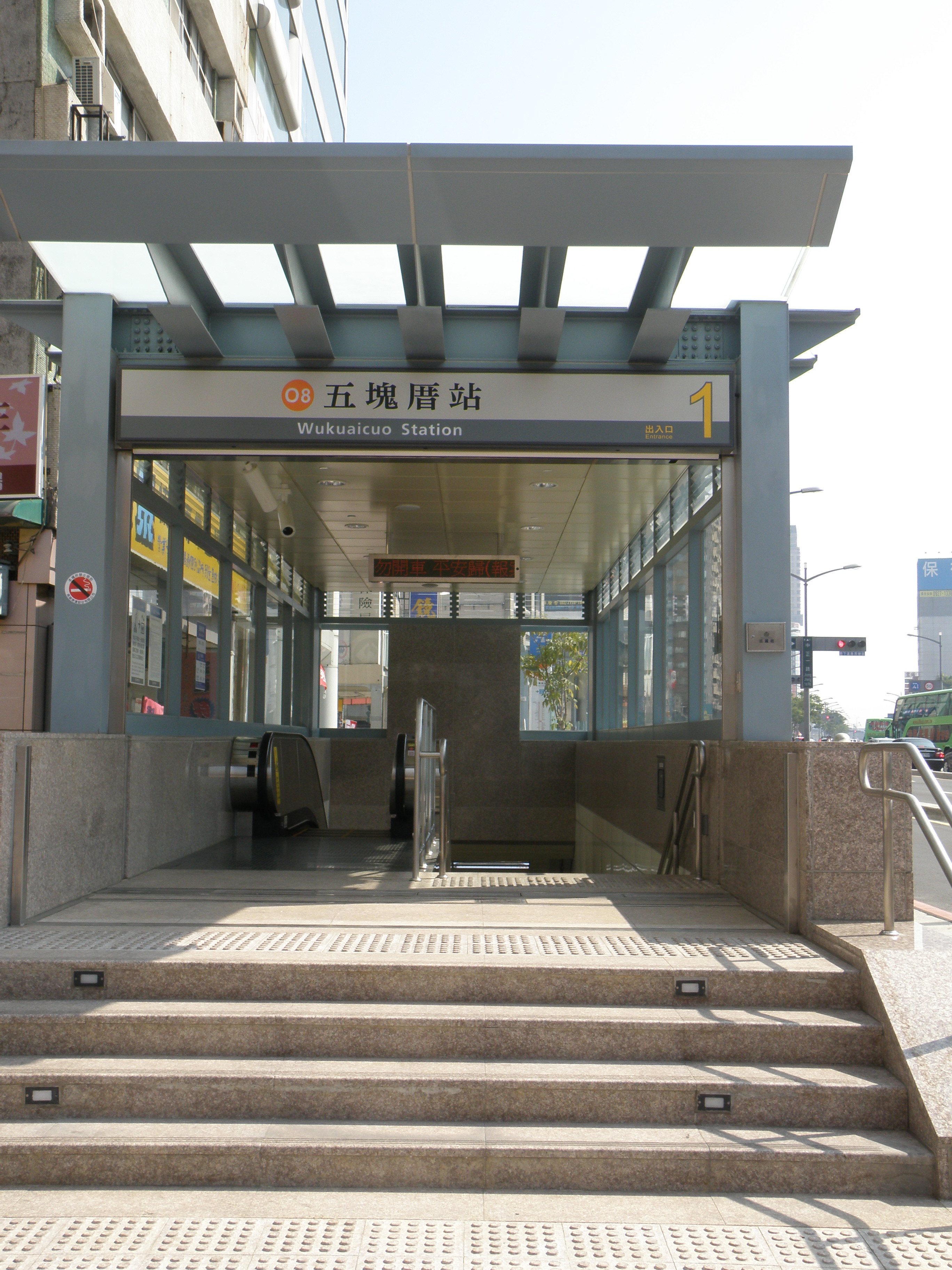
五塊厝駅出口1

出口1、2は駅西端北側、出口3は駅西端南側、出口4は駅東端南側、出口5,6は駅東端北側にあり、出口4にはバリアフリーのエレベーターがある。
- 出口1：中正一路(北)
- 出口2：福徳二路交差点(西)、武廟路
- 出口3：中正一路(南)、福徳三路
- 出口4：陳中和墓園、福徳三路
- 出口5：福徳二路(東)、武廟路
- 出口6：正言路交差点(北)、建民路

## 利用状況
| 年   | 年間    | 年間    | 年間      | 年間     | 1日平均 | 1日平均 |
| 年   | 乗車    | 下車    | 乗下車計  | 出典     | 乗車    | 乗下車  |
| ---- | ------- | ------- | --------- | -------- | ------- | ------- |
| 2008 | 134,289 | 131,961 | 266,250   | [ 注 1 ] | 1,317   | 2,610   |
| 2009 | 487,264 | 473,544 | 960,808   | [ * 2 ]  | 1,335   | 2,632   |
| 2010 | 507,458 | 496,589 | 1,004,047 | [ * 3 ]  | 1,390   | 2,751   |
| 2011 | 558,160 | 543,182 | 1,101,342 | [ * 4 ]  | 1,529   | 3,017   |
| 2012 | 644,064 | 629,088 | 1,273,152 | [ * 4 ]  | 1,760   | 3,479   |
| 2013 | 681,157 | 666,168 | 1,347,325 | [ * 4 ]  | 1,866   | 3,691   |
| 2014 | 721,175 | 687,664 | 1,408,839 | [ * 4 ]  | 1,976   | 3,860   |
| 2015 | 681,770 | 662,252 | 1,344,022 | [ * 4 ]  | 1,868   | 3,682   |
| 2016 | 694,075 | 679,767 | 1,373,842 | [ * 4 ]  | 1,896   | 3,754   |
| 2017 | 684,789 | 671,764 | 1,356,553 | [ * 4 ]  | 1,876   | 3,717   |
| 2018 | 718,191 | 706,984 | 1,425,175 | [ * 4 ]  | 1,968   | 3,905   |
| 2019 | 707,268 | 704,110 | 1,411,378 | [ * 4 ]  | 1,938   | 3,867   |
| 2020 | 553,308 | 551,126 | 1,104,434 | [ * 4 ]  | 1,512   | 3,018   |

- 統計に関する出典

註釈
1. ↑  9月14日開業後の運営日数は109日だが、統計は有料化開始の9月21日以降102日で算出している[* 1] ）

出典
1. ↑  （繁体字中国語）高雄捷運公司 (2009年1月10日). “高雄都會區大眾捷運系統各站旅運量統計表”.   高雄市政府交通局. p. 頁10. 2019年5月5日閲覧。
2. ↑  （繁体字中国語）“高雄都會區大眾捷運系統各站旅運量統計表 中華民國98年”.   高雄市政府捷運工程局. p. 13 (2009年1月10日). 2019年10月27日閲覧。
3. ↑  （繁体字中国語）“高雄都會區大眾捷運系統各站旅運量統計表 中華民國99年”.   高雄市政府捷運工程局. p. 13. 2019年10月27日閲覧。
4. ↑  （繁体字中国語）“高雄都會區大眾捷運系統各站旅運量-年 依 年, 捷運站別 與 入出站”.   高雄市政府交通局 (2021年3月12日). 2021年3月12日閲覧。 高雄市統計資訊服務網

## 歴史
- 2008年9月14日 - 開通[1]。
- 2008年9月21日 - 開通式典が行われた[2]。

## 隣の駅
高雄捷運
■橘線
文化中心駅 - 五塊厝駅 - 苓雅運動園区駅